# Iuri Txernavski
Iuri Txernavski   (Tambov, 17 de març de 1947) Iuri Aleksàndrovitx Txernavski és un productor i compositor rus. És membre d’organitzacions de drets d’actuació com GEMA, BMI i RAO, i també ha estat reconegut com a Artista Distingit de la Federació Russa.

## Biografia
Mentre vivia a Rússia, va obtenir formació musical professional a la "First Music College" de la ciutat de Tambov, a l'Acadèmia Estatal de Música de Rachmaninov Tambov (classe de violí) i a la sucursal de Tambov de la Universitat Estatal de Cultura i Arts de Moscou (composició, arranjament). Després del trasllat als Estats Units, va prendre classes magistrals a SE-Hollywood (compositor, productor, negoci de pel·lícules d'àudio). Demostra un virtuosisme en l'arranjament i en el toc de violí, saxo, teclats, flauta travessera i instruments exòtics de l'Àsia Oriental.

## Carrera professional
Treball a l'URSS
Del 1969 al 1983, Txernavski va participar plenament en activitats de concerts. El 1969—1973, Yury va actuar en orquestres de jazz de Boris Rensky, Oleg Lundstrem, Leonid Utyosov, etc. estrelles del jazz a la Unió Soviètica.
Des del 1976, una nova era de la creativitat de Txernavski havia començat quan va entrar a la música principal. Va treballar com a director musical amb conjunts vocal-instrumentals soviètics "Fantasy i Krasnye Maki" (roselles vermelles) i, més tard, amb grups de rock i pop Carnival, Dinamik i Vesyolye Rebyata (Jolly Fellows).
Als anys vuitanta, Txernavski va escriure música i va treballar com a compositor i productor. Va treballar amb moltes estrelles russes, incloent Alla Pugacheva, Valeri Leóntiev, Mikhail Boyarsky, Sergei Minaev, Tõnis Mägi, Vladimir Presniakov Jr., Anne Veski i molts altres. Les seves passions musicals estaven més orientades cap a la música convencional, el R&B i l'electro-fusió que cap al heavy rock. Txernavski també va estar actiu en la indústria del cinema, col·laborant amb Georgy Jungwald-Hilkevich, Sergei Solovyov, Valery Pendrakovsky i altres destacats directors. També va crear bandes sonores per a més de 20 dibuixos animats, estant en estreta cooperació amb els famosos animadors Igor Kovalev i Aleksandr Tatarskiy (autor de dibuixos animats Investigation Held by Kolobki, Wings, Legs and Tails, Pilot Brothers, etc. premis d'or), i altres autors.
El 1981 va crear un grup de rock, més tard anomenat Dinamik, que incloïa a Yury Kitaev, Sergei Ryzhov, Vladimir Kuzmin i Iury Txernavski. En aquell grup, Txernavski era director musical, tocava al teclat i al saxòfon i va realitzar com a arranjador moltes de les seves noves idees musicals que es van reflectir en dos àlbums del primer grup, Dinamik I i Dinamik II.
Des del 1983, va treballar com a líder musical al grup Vesyolye Rebyata on va enregistrar l'àlbum Banana Islands, que es va popularitzar a la Unió Soviètica. Aquest àlbum d’àudio, així com Automatic Kit, comprat posteriorment per l'editorial "EMI Europe", representaven el primer nivell internacional de música rock russa.
El 1986, Yury actuava com a fundador i president de l'estudi de música pop SPM "Record" creat sota els auspicis del Ministeri de Cultura de la Unió Soviètica. Aquesta va ser la primera empresa professional independent més gran de Rússia en el camp de l'entreteniment, amb multitud d'oficines a tot el país. Record va donar un començament a la vida del famós productor i productor rus Sergei Lisovsky, companyia de televisió ATV, grups pop Tеnder May, Lube, Mirage i Class, estudis discogràfics d'Igor Babenko, B. Zharov, Igor Matvienko i altres, un bon nombre de destacats intèrprets russos com Vyacheslav Malezhik, Igor Talkov, Andrei Razin, Alexander Malinin, Natalia Vetlitskaya, Sergei Krylov, Oleg Gazmanov, Vladimir Presniakov Jr i molt més.
La superestrella russa Alla Pugacheva va treballar estretament amb Txernavski i, el 1984, juntament amb el grup vocal ABBA, van interpretar les seves cançons "Through the Eyes of a Child" i "Superman" que van presentar l'estrella de la televisió sueca Jacob Dahlin). Aquestes cançons es van classificar per primera vegada en la llista més alta de les llistes europees occidentals.
Festivals internacionals
Txernavski va ser el director musical i compositor dels principals fòrums internacionals següents:
- Ballet de gel, últim espectacle al Festival Mundial de Joves i Estudiants, Moscou, 1985
- Jocs de bona voluntat organitzats per Ted Turner i Mikhail Gorbatxov, Moscou, 1986
- Festival soviètic-indi celebrat durant un període de dos anys, 1987-1988, a més de 30 ciutats de l'Índia i la Unió Soviètica

Treball a Alemanya

Des de 1990, Txernavski treballava a Berlín, Alemanya, on va establir el 1993 una companyia discogràfica "How's that" Music Gmbh amb el conegut fabricant d'èxit Bruce Hammond. Els èxits creats per aquesta companyia, inclòs el projecte Mark'Oh amb cançons "Love Song", "Tears Don’t Lie" i altres, van ocupar el primer lloc a les llistes europees Top Hot 100 durant un any i mig. Al mateix temps, Txernavski, amb els seus socis Bruce Hammond Earlam, Douglas Wilgrove i la companyia "Pikosso Records", va participar com a productor i compositor en la gravació d'àlbums Beyond the Banana Islands i Magic Tour, que es van publicar a Europa i Rússia. Aquests van ser els primers àlbums seus produïts amb intèrprets alemanys, russos i nord-americans.
Treballa a Hollywood

El 1994, Txernavski es va traslladar a treballar a Hollywood, on va fundar una empresa, LA 3D Motion, amb el seu fill gran Damon. Damon va treballar amb una intensa tecnologia de gràfics per ordinador, CGI, en la indústria de les pel·lícules de vídeo. Txernavski va ser productor del seu fill que més tard, en complir els 18 anys, va rebre el reconeixement als premis MTV al millor videoclip de l'any. Va ser guardonat pel seu treball a "Get Down" per Backstreet Boys i també va treballar per als grups 'N Sync, The Boys, Rod Stewart, Tupac Shakur, Dance Jam, etc. L'equip creatiu de Damon treballa com a experts i mestres en l'ordinador. Pel·lícula FX amb moltes empreses de Hollywood. També va treballar amb grups d'efectes empresarials independents com Digital Domain, dirigit pel conegut director de cinema James Cameron (The Terminator, True Lies, Titanic) i altres empreses. Actualment, Damon és copropietari de l'estudi de Hollywood 3D FX Red Square Studios.
Com a productor executiu, Txernavski va col·laborar a Dance Jam Project, Hollywood, CA. Manté relacions estretes amb els clans familiars musicals de Dionne Warwick - Damon Elliott, la família Jackson - Jermaine Jackson, companyies i estudis de gravació "Red Square Studios, Track Records, Ambience Music Group, Pikosso Records, EMI, SONY", etc. Continua viatjant i experimentant en el camp del negoci musical internacional amb joves cantants i músics nord-americans i europeus (a l'estil de R&B i rap), actors de cinema i directors.
En l'actualitat

Txernavski treballa en grans projectes als Estats Units i Europa per desenvolupar intèrprets russos, avançant en noves idees al mercat mundial i seleccionant joves artistes professionals europeus (per exemple, un grup Fox / Pikosso Records "Hollywood Dreams V. 2") i famosos lluitadors d'arts marcials per presentar les seves habilitats a nivells d'entreteniment internacional.
També imparteix classes magistrals de veu i enginyeria de so.